# Pombo-bravo

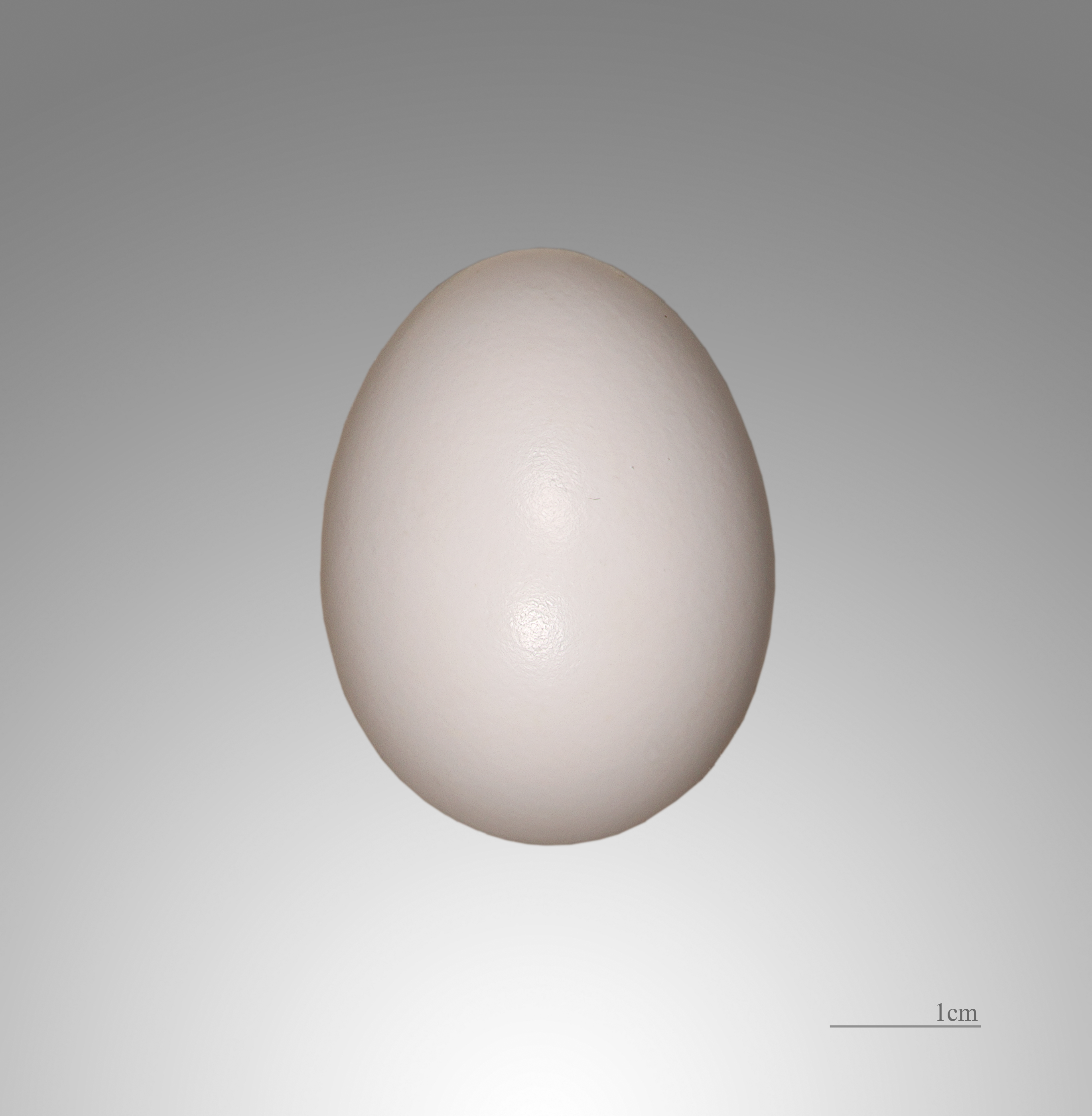
Columba oenas

Pombo-bravo (Columba oenas) é uma ave da família Columbidae.
É uma espécie com cerca de 35 cm de comprimento, parecido com o pombo-das-rochas, do qual se distingue pela plumagem totalmente cinzenta, sem manchas brancas.
É bastante comum no centro da Europa, contudo em Portugal apenas nidifica no extremo norte, ocorrendo no resto do país como invernante.